# Cajeme (municipi)
Cajeme és un municipi de l'estat de Sonora. Ciudad Obregón és el cap de municipi i principal centre de població d'aquesta municipalitat. Aquest municipi és a la part nord-oest de l'estat de Sonora, limita al nord amb els Benito Juárez, al sud amb Mar de Cortés, a l'oest amb Bacúm i a l'est amb Navojoa.